# トライ・サム・バイ・サム
「トライ・サム・バイ・サム」（Try Some, Buy Some) は、ロニー・スペクターの曲。ジョージ・ハリスンによって書かれ、1971年にシングルでリリースされた。のち、ジョージ・ハリスンがセルフカバーし、1973年のアルバム『リヴィング・イン・ザ・マテリアル・ワールド』に収録された。

## 解説
この曲はまず、1971年に元ロネッツのリード・ヴォーカル、ロニー・スペクターによって、1966年のロネッツ解散後は引退状態にあった彼女のカムバック・アルバムの曲としてレコーディングされた。ほどなく同じジョージ作の「You」などもレコーディングされているが、シングルとして「トライ・サム・バイ・サム」が選ばれ、同年にアップル・レコードからリリースされた。全米で77位を記録。ちなみに、計画されていたアルバム制作は、夫であるプロデューサーのフィル・スペクターの奇行によってキャンセルされている。
1973年になってジョージは、このときのバックトラックを再利用して自分で歌い、自らのアルバム『リヴィング・イン・ザ・マテリアル・ワールド』に収録した（また「You（二人はアイ・ラヴ・ユー）」の方も新たにレコーディングし直して、1976年の『ジョージ・ハリスン帝国』に収録している）。
歌詞は、物的世界に関連する誘惑の中での、ジョージによる神の認識を反映しており、彼の最初の精神的な目覚めの回想を述べている。後にロニーは「概念が理解できない」としてこの曲を嫌っていることを認め、評論家もまた彼女のカムバック・ナンバーとしては相応しくないと指摘した。
長年にわたってこの曲のファンだったデヴィッド・ボウイが、2003年にアルバム『リアリティ』でカバーし、ツアーでもパフォーマンスを見せた。